# Bakteriologia
Bakteriologia – dział mikrobiologii poświęcony badaniu, wykorzystywaniu i zwalczaniu bakterii, a także sprawdzaniu ich ogólnych właściwości. 
Podstawy współczesnej bakteriologii stworzył Ludwik Pasteur w XIX wieku.

## Poddyscypliny
Dzieli się na następujące poddyscypliny:
- bakteriologia ogólna
- bakteriologia lekarska
- bakteriologia weterynaryjna
- bakteriologia sanitarna
- bakteriologia epidemiologiczna
- genetyka bakteryjna
- auksanografia

## Historia

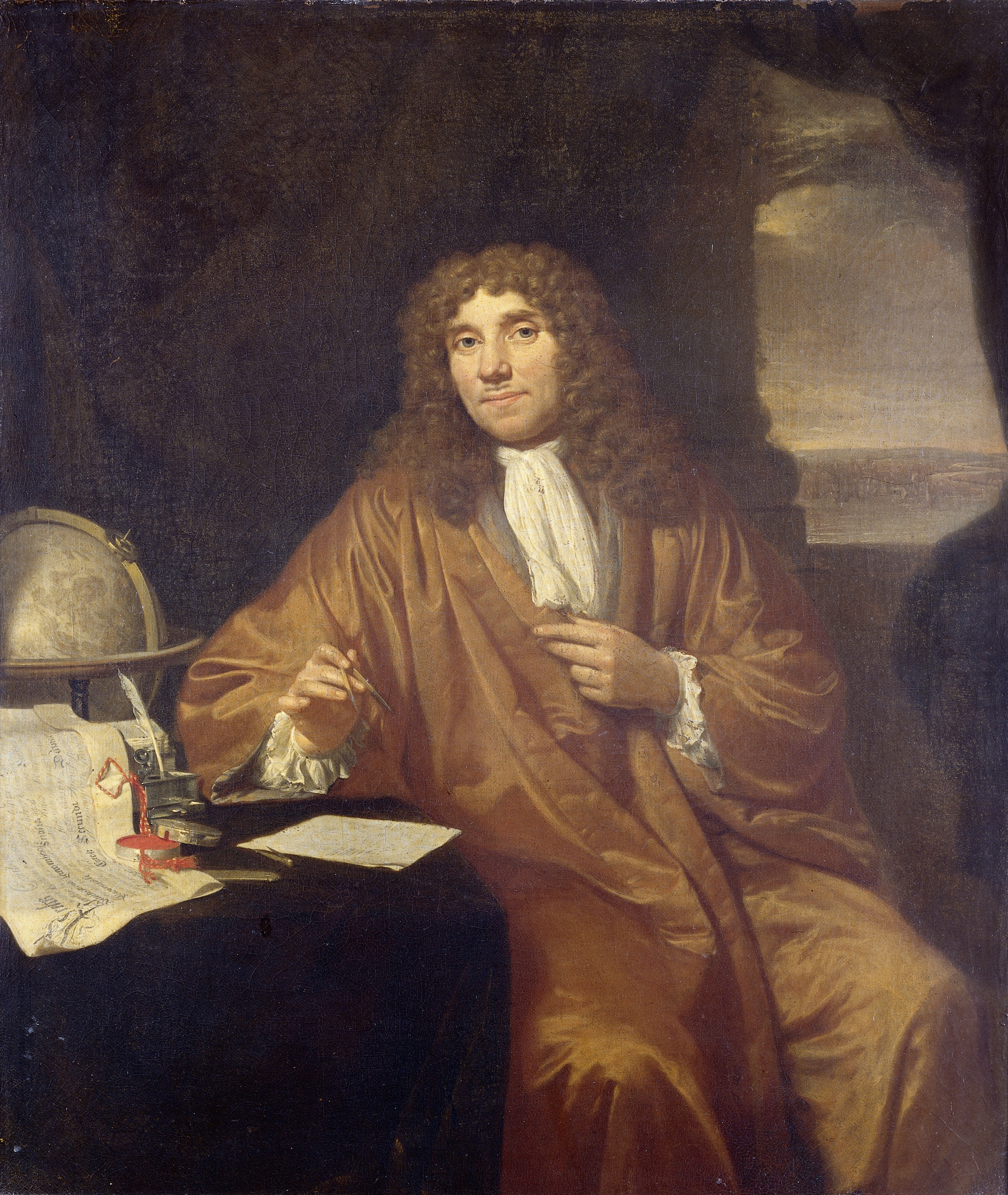
Antonie van Leeuwenhoek był pierwszym mikrobiologiem, który przy pomocy własnoręcznie wykonanego mikroskopu zaobserwował bakterie

Z chorobami bakteryjnymi ludzie spotykali się od dawna. Również wiele zjawisk związanych z mikrobami było znanych już w Starożytności. Jednak brak wiedzy na temat bakterii sprawił, że były one niewytłumaczalne dla ludzi. Arystoteles stworzył hipotezę samorództwa, zgodnie z którą np. myszy miały powstawać ze starych szmat, żaby z mułu, a właściwością mięsa było gnicie.
Samorództwo i poglądy filozofów sprawiły, że choroby uznawano za kary od bóstw, za nieposłuszeństwo. Dopiero Girolamo Fracastoro, kolega Kopernika ze studiów w Padwie w swoim dziele „De contagione” (o zakażeniu) stwierdził, że za choroby odpowiadają „zarodki” (seminaria). Z jego dzieł nie wynika jednak jasno, czy uważał je za organizmy żywe, czy materię nieożywioną.
Roger Bacon opisał w 1235 okulary. Chociaż nie pozwalały one dostrzec mikroorganizmów, były pierwszym wynalazkiem, który powiększał inne przedmioty. Bracia Jan Jensen i Zachariasz Jensen w 1590 skonstruowali pierwszy mikroskop optyczny. Mimo to jego możliwości były słabe, głównie ze względu na silną aberracje sferyczną i aberracje chromatyczną.
Bakterie zostały po raz pierwszy zauważone w 1686 roku przez przyrodnika i przedsiębiorcę Antonie van Leeuwenhoek, który obserwował je używając własnoręcznie wykonanego, jednoobiektywowego mikroskopu. Nazwał je „animalcules” i opublikował w serii listów do Royal Society.
Nazwa „bakterie” została wprowadzona znacznie później, bo w 1838 r., od greckiego słowa baktērion (βακτήριον – „pałeczka”) przez Christiana Gottfrieda Ehrenberga.
Ludwik Pasteur w 1859 wykazał, że proces fermentacji jest spowodowany przez wzrost mikroorganizmów, między innymi bakterii (oprócz nich za proces są odpowiedzialne drożdże i pleśń, które nie są bakteriami, a grzybami). Wraz z Robertem Kochem Pasteur od samego początku był zwolennikiem teorii wywoływania chorób przez bakterie. Robert Koch był pionierem w zakresie mikrobiologii medycznej. Pracował nad cholerą, gruźlicą i wąglikiem. W badaniach nad prątkami gruźlicy, Koch ostatecznie potwierdził swoją teorię dotyczącą rozwoju chorób bakteryjnych, za które przyznano mu Nagrodę Nobla w 1905. Ustalił on także pewne reguły, pozwalające sprawdzić czy dana bakteria jest chorobotwórcza, lub czy dana choroba jest wywoływana przez bakterie.
Ernst Ruska skonstruował w 1931 roku pierwszy mikroskop elektronowy, dzięki czemu umożliwił dokładne obserwacje bakterii.
Chociaż istnienie bakterii chorobotwórczych było już pewne w XIX wieku, nie było skutecznych lekarstw do walki z nimi. W 1910 roku Paul Ehrlich opracował pierwszy antybiotyk, który nadawał się do zwalczania krętków bladych (Treponema pallidum) wywołujących kiłę. Za swoją pracę otrzymał w 1910 Nagrodę Nobla. Ehrlich był pionierem immunologii w wykorzystywaniu barwników do walki z bakteriami. Jego prace były podstawą do rozszerzania wiedzy o bakteriach i doprowadziły do stworzenia metody barwienia Grama.
Istotnym krokiem naprzód w badaniu bakterii było uznanie w 1977 roku przez Carla Woese, że archeowce pochodzą ewolucyjnie od innych organizmów niż bakterie, z którymi nie mają większych powiązań filogenetycznych. Nowa taksonomia oparta była na sekwencji 16S rRNA, co skutkowało podziałem prokariontów na dwie ewolucyjne domeny, w ramach „systemu trzech domen”.
W rozwój mikrobiologii włożyli też wiele naukowcy innych dziedzin, np. Ilia Miecznikow w czasie swoich badań nad embriologią i patologią porównawczą zwierząt opisał wpływ mikrobów na ich rozwój.